# Estación de Fotobiología Playa Unión

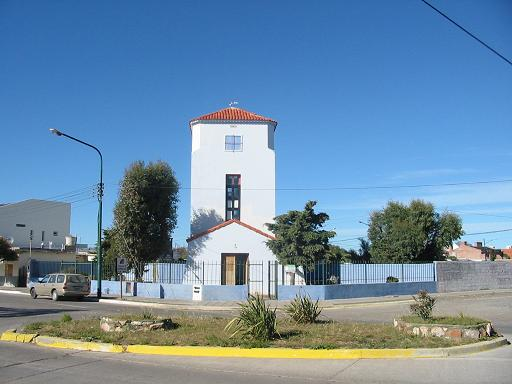
El centro EFPU

La Estación de Fotobiología Playa Unión (EFPU) es una institución sin fines de lucro, dedicada a la investigación científica acerca de los efectos de la radiación ultravioleta en los ecosistemas acuáticos. 

## Ubicación
La EFPU está ubicada en Playa Unión (43º18'41S, 65º02'29W), en la Provincia del Chubut, Argentina.